# Maizières-sur-Amance
Maizières-sur-Amance ist eine französische Gemeinde mit 97 Einwohnern (Stand: 1. Januar 2022) im Département Haute-Marne in der Region Grand Est (vor 2016 Champagne-Ardenne); sie gehört zum Arrondissement Langres und zum Kanton Chalindrey. Die Einwohner werden Maizièrois und Maizièroises genannt.

## Geografie
Maizières-sur-Amance liegt rund 55 Kilometer südöstlich der Stadt Chaumont. Die Amance begrenzt die Gemeinde im Südwesten. Umgeben wird Maizières-sur-Amance von den Nachbargemeinden Arbigny-sous-Varennes im Norden, Bize im Osten, Anrosey im Osten und Südosten, Fayl-Billot im Süden, Rougeux im Südwesten sowie Haute-Amance im Westen.

## Bevölkerungsentwicklung
| Jahr                       | 1962 | 1968 | 1975 | 1982 | 1990 | 1999 | 2006 | 2019 |
| Einwohner                  | 165  | 136  | 131  | 150  | 142  | 123  | 118  | 95   |
| Quellen: Cassini und INSEE |      |      |      |      |      |      |      |      |

## Sehenswürdigkeiten
- Kirche Saint-Clémont aus dem 16. Jahrhundert, Statue aus Hochrelief am nordöstlichen Stützpfeiler der Apsis ist seit 1926 als Monument historique eingeschrieben